# Chaussenac
Chaussenac település Franciaországban, Cantal megyében. Lakosainak száma 223 fő (2022. január 1.). Chaussenac Ally, Barriac-les-Bosquets, Brageac és Pleaux községekkel határos.

## Népesség
A település népességének változása:
| Lakosok száma | 438  | 340  | 259  | 247  | 229  | 223  | 219  | 218  | 219  | 223  |
|               | 1968 | 1982 | 1990 | 2006 | 2013 | 2015 | 2017 | 2019 | 2020 | 2022 |